# Zbigniew Suski (muzyk)
Zbigniew Suski (ur. 11 sierpnia 1978) – polski muzyk, gitarzysta zespołów Szymon Wydra & Carpe Diem i Ira.
Od 1996 roku gitarzysta zespołu Szymon Wydra & Carpe Diem. W latach 2001–2002 członek zespołu Ira, z którym zagrał trasę koncertową, a rok później nagrał swoją pierwszą płytę („Tu i teraz”) z zespołem Artura Gadowskiego. Postanowił jednak powrócić do swego macierzystego zespołu. Z zawodu inżynier telekomunikacji.